# 秋山忠一
秋山 忠一（あきやま ちゅういち、1951年6月17日 - ）は、香川県綾歌郡出身の元騎手・元調教助手。
元騎手・現調教師の秋山真一郎は長男 。

## 経歴

### 1970年代
4人兄弟の3人目として生まれ、実家の近所に栗東・小林稔調教師夫人の実家があり、そこに住む人物に「やってみないか」と誘われて騎手になった。
1974年3月に小林厩舎からデビューし、岩元市三・佐々木晶三・西園正都・寺田雅之・稲葉的海・出口隆義・池添兼雄・佐野清広・河内洋・伊藤稔と同期であった。
同2日の中京第5競走5歳以上200万下・ディクタープリンス（10頭中9着）で初騎乗を果たすと、7月20日の札幌第8競走中距離ステークスでシュンサクオーザに騎乗し、ツキサムホマレに9馬身差の圧勝で初勝利を挙げた。
1年目の1974年は7月の札幌で初勝利を含む3勝を挙げるなど4勝、2年目の1975年は8月の函館と秋の福島で2勝ずつ挙げるなど6勝をマーク。
3年目の1976年には3月21日の小倉で初の1日2勝、5月8日・9日の福島では初の2日連続勝利を記録するなど、自身初の2桁となる16勝をマーク。
1978年にはフジパールで函館3歳ステークス2着、タニノテスコでは阪神牝馬特別でリードスワロー・オヤマテスコを抑えてウラカワチェリーの3着に入った。
1979年には関東馬カミノカチドキで小倉大賞典3着に入り、フリーに転向した1980年から1987年まで8年連続2桁勝利を記録。

### 1980年代〜引退
1981年には女性厩務員が担当したダイドルマンでタマツバキ記念を5馬身差のレコード勝ちし重賞初制覇、続くアラブ王冠も制し重賞を連勝。
1982年にはダイドルマンでアラブ王冠を連覇し、1983年にはロンググレイス・ロングハヤブサの主戦騎手として河内洋に乗り替わるまで騎乗 。
1984年のウインターステークスではクラウンエクシードでアンドレアモンの3着に入ったほか、同年12月から1985年4月までランドヒリュウの主戦騎手として村本善之に乗り替わるまで騎乗し、小林厩舎では1985年の宝塚記念に勝ったスズカコバンの調教を担当。
1985年には京都4歳特別でアイアンサムソンに騎乗しランドヒリュウの3着、阪急杯ではロングハヤブサに騎乗しシャダイソフィアの3着に入り、同年は初の20勝台で自己最多の23勝をマーク。
アイアンサムソンに騎乗した東京優駿では17着に終わったが、帰りの電車にはダービー前日のニュージーランドトロフィー4歳ステークスをマルヨプラードで制した作田誠二と一緒に乗り、ニュージーランドトロフィーを的中していた佐藤泉（当時日本短波放送アナウンサー）が車中で目撃している。
1987年にはクラウンエクシードでウインターステークスを制し、1988年にはローズイバロンで京都記念をカシマウイング・スピードヒーローに次ぐ4着、中京記念を3着と好走。
1989年には自身最後の2桁となる16勝をマークし、1990年6月16日の中京第7競走4歳以上500万下・コウショウノレットで最後の勝利を挙げた。
1990年10月28日の京都第6競走4歳以上500万下・ケイエイホープ（11頭中3着）が最後の騎乗となり、1991年2月限りで現役を引退。

### 引退後
引退後は小林厩舎の調教助手を務め、タケノベルベット・フサイチコンコルドの調教も担当。小林の定年後は佐藤正雄厩舎で調教助手を務め、2016年に定年により引退。
定年後は日刊ゲンダイでコラム「馬体がヒント」を連載。

## 騎手成績
| 通算成績 | 1着 | 2着 | 3着 | 4着以下 | 出走回数 | 勝率 | 連対率 |
| -------- | --- | --- | --- | ------- | -------- | ---- | ------ |
| 平地     | 216 | 195 | 197 | 1303    | 1911     | .113 | .215   |
| 障害     | 0   | 0   | 0   | 1       | 1        | .000 | .000   |
| 計       | 216 | 195 | 197 | 1304    | 1912     | .113 | .215   |

### 主な騎乗馬
- ダイドルマン（1981年タマツバキ記念、1981年, 1982年アラブ王冠）
- クラウンエクシード（1987年ウインターステークス）